# Chirixalus dudhwaensis
Chirixalus dudhwaensis és una espècie d'amfibi que viu a l'Índia i, possiblement també, al Nepal.